# Mistrzostwa Europy w Pływaniu na krótkim basenie 2001
Dziewiąte Mistrzostwa Europy w pływaniu na krótkim basenie odbyły się w Antwerpii w Belgii, w dniach 13-16 grudnia 2001 roku.

## Rezultaty mężczyzn

### 50 m stylem dowolnym
| Medal | Zawodnik                  | Państwo  | Czas  |
| ----- | ------------------------- | -------- | ----- |
|       | Stefan Nystrand           | Szwecja  | 21,15 |
|       | Ołeksandr Wołyniec        | Ukraina  | 21,60 |
|       | Pieter van den Hoogenband | Holandia | 21,65 |

### 100 m stylem dowolnym
| Medal         | Zawodnik                  | Pańsywo  | Czas  |
| ------------- | ------------------------- | -------- | ----- |
|               | Stefan Nystrand           | Szwecja  | 47,15 |
|               | Pieter van den Hoogenband | Holandia | 47,42 |
|               | Romain Barnier            | Francja  | 47,53 |
| Duje Draganja | Chorwacja                 |          | 47,53 |

### 200 m stylem dowolnym
| Medal | Zawodnik                  | Państwo  | Czas       |
| ----- | ------------------------- | -------- | ---------- |
|       | Pieter van den Hoogenband | Holandia | 1:42,46 ER |
|       | Květoslav Svoboda         | Czechy   | 1:44,78    |
|       | Stefan Herbst             | Niemcy   | 1:45,32    |

### 400 m stylem dowolnym
| Medal | Zawodnik           | Państwo | Czas    |
| ----- | ------------------ | ------- | ------- |
|       | Emiliano Brembilla | Włochy  | 3:41,27 |
|       | Jörg Hoffmann      | Niemcy  | 3:42,09 |
|       | Jacob Carstensen   | Dania   | 3:42,28 |

### 1500 m stylem dowolnym
| Medal | Zawodnik           | Państwo | Czas     |
| ----- | ------------------ | ------- | -------- |
|       | Jörg Hoffmann      | Niemcy  | 14:41,20 |
|       | Aleksiej Filipiec  | Rosja   | 14:41,98 |
|       | Nicolas Rostoucher | Francja | 14:47,47 |

### 50 m stylem grzbietowym
| Medal | Zawodnik      | Państwo   | Czas  |
| ----- | ------------- | --------- | ----- |
|       | Stev Theloke  | Niemcy    | 23,97 |
|       | Ante Mašković | Chorwacja | 24,53 |
|       | Peter Mankoč  | Słowenia  | 24,54 |

### 100 m stylem grzbietowym
| Medal | Zawodnik        | Państwo         | Czas  |
| ----- | --------------- | --------------- | ----- |
|       | Thomas Rupprath | Niemcy          | 50,99 |
|       | Stev Theloke    | Niemcy          | 51,92 |
|       | Gregor Tait     | Wielka Brytania | 52,90 |

### 200 m stylem grzbietowym
| Medal | Zawodnik      | Państwo   | Czas    |
| ----- | ------------- | --------- | ------- |
|       | Gordan Kožulj | Chorwacja | 1:53,37 |
|       | Yoav Gath     | Izrael    | 1:54,15 |
|       | Simon Dufour  | Francja   | 1:54,21 |

### 50 m stylem klasycznym
| Medal | Zawodnik      | Państwo         | Czas  |
| ----- | ------------- | --------------- | ----- |
|       | Ołeh Lisohor  | Ukraina         | 26,71 |
|       | Mark Warnecke | Niemcy          | 26,75 |
|       | Darren Mew    | Wielka Brytania | 26,85 |

### 100 m stylem klasycznym
| Medal | Zawodnik     | Państwo         | Czas  |
| ----- | ------------ | --------------- | ----- |
|       | Ołeh Lisohor | Ukraina         | 59,02 |
|       | James Gibson | Wielka Brytania | 59,23 |
|       | Daniel Málek | Czechy          | 59,51 |

### 200 m stylem klasycznym
| Medal | Zawodnik          | Państwo         | Czas    |
| ----- | ----------------- | --------------- | ------- |
|       | Maxim Podoprigora | Austria         | 2:07,79 |
|       | Ian Edmond        | Wielka Brytania | 2:08,03 |
|       | Daniel Málek      | Czechy          | 2:09,07 |

### 50 m stylem motylkowym
| Medal | Zawodnik       | Państwo         | Czas  |
| ----- | -------------- | --------------- | ----- |
|       | Lars Frölander | Szwecja         | 23,07 |
|       | Mark Foster    | Wielka Brytania | 23,11 |
|       | Tero Välimaa   | Finlandia       | 23,59 |

### 100 m stylem motylkowym
| Medal | Zawodnik        | Państwo         | Czas     |
| ----- | --------------- | --------------- | -------- |
|       | Thomas Rupprath | Niemcy          | 50,26 WR |
|       | Lars Frölander  | Szwecja         | 50,58    |
|       | James Hickman   | Wielka Brytania | 51,32    |

### 200 m stylem motylkowym
| Medal | Zawodnik          | Państwo         | Czas    |
| ----- | ----------------- | --------------- | ------- |
|       | James Hickman     | Wielka Brytania | 1:52,93 |
|       | Denys Syłantiew   | Ukraina         | 1:53,34 |
|       | Anatolij Poliakow | Rosja           | 1:53,54 |

### 100 m stylem zmiennym
| Medal | Zawodnik      | Państwo   | Czas  |
| ----- | ------------- | --------- | ----- |
|       | Peter Mankoč  | Słowenia  | 52,94 |
|       | Jens Kruppa   | Niemcy    | 54,10 |
|       | Jani Sievinen | Finlandia | 54,17 |

### 200 m stylem zmiennym
| Medal | Zawodnik          | Państwo   | Czas    |
| ----- | ----------------- | --------- | ------- |
|       | Peter Mankoč      | Słowenia  | 1:56,18 |
|       | Jani Sievinen     | Finlandia | 1:56,60 |
|       | Alessio Boggiatto | Włochy    | 1:57,52 |

### 400 m stylem zmiennym
| Medal | Zawodnik          | Państwo         | Czas    |
| ----- | ----------------- | --------------- | ------- |
|       | Alessio Boggiatto | Włochy          | 4:06,99 |
|       | Robin Francis     | Wielka Brytania | 4:08,49 |
|       | Jacob Carstensen  | Dania           | 4:08,58 |

### 4×50m stylem dowolnym (sztafeta)
| Medal | Zawodnik                                                            | Państwo  | Czas       |
| ----- | ------------------------------------------------------------------- | -------- | ---------- |
|       | Denys Syłantiew Ołeksandr Wołyniec Ołeh Lisohor Wiaczesław Szyrszow | Ukraina  | 1:26,09 ER |
|       | Johan Kenkhuis Gijs Damen Ewout Holst Pieter van den Hoogenband     | Holandia | 1:26,32    |
|       | Erik Dorch Stefan Nystrand Lars Frölander Jonas Tilly               | Szwecja  | 1:26,77    |

### 4×50m stylem zmiennym (sztafeta)
| Medal | Zawodnik                                                       | Państwo         | Czas        |
| ----- | -------------------------------------------------------------- | --------------- | ----------- |
|       | Stev Theloke Mark Warnecke Thomas Rupprath Carsten Dehmlow     | Niemcy          | 1:35,14 WBT |
|       | Gregor Tait James Gibson James Hickman Mark Foster             | Wielka Brytania | 1:35,19     |
|       | Jens Pettersson Patrik Isaksson Lars Frölander Stefan Nystrand | Szwecja         | 1:37,71     |

## Rezultaty kobiet

### 50 m stylem dowolnym
| Medal | Zawodniczka       | Państwo  | Czas  |
| ----- | ----------------- | -------- | ----- |
|       | Inge de Bruijn    | Holandia | 23,89 |
|       | Therese Alshammar | Szwecja  | 24,09 |
|       | Johanna Sjöberg   | Szwecja  | 24,61 |

### 100 m stylem dowolnym
| Medal | Zawodniczka       | Państwo  | Czas  |
| ----- | ----------------- | -------- | ----- |
|       | Inge de Bruijn    | Holandia | 52,65 |
|       | Martina Moravcová | Słowacja | 52,97 |
|       | Johanna Sjöberg   | Szwecja  | 53,01 |

### 200 m stylem dowolnym
| Medal | Zawodniczka       | Państwo  | Czas       |
| ----- | ----------------- | -------- | ---------- |
|       | Martina Moravcová | Słowacja | 1:54,74 ER |
|       | Solenne Figuès    | Francja  | 1:55,83    |
|       | Alessa Ries       | Niemcy   | 1:57,34    |

### 400 m stylem dowolnym
| Medal | Zawodniczka    | Państwo  | Czas    |
| ----- | -------------- | -------- | ------- |
|       | Anja Čarman    | Słowenia | 4:02,72 |
|       | Jana Kłoczkowa | Ukraina  | 4:02,79 |
|       | Irina Ufimcewa | Rosja    | 4:05,68 |

### 800 m stylem dowolnym
| Medal | Zawodniczka      | Państwo    | Czas    |
| ----- | ---------------- | ---------- | ------- |
|       | Flavia Rigamonti | Szwajcaria | 8:17,20 |
|       | Anja Čarman      | Słowenia   | 8:20,31 |
|       | Irina Ufimcewa   | Rosja      | 8:23,28 |

### 50 m stylem grzbietowym
| Medal | Zawodniczka      | Państwo   | Czas     |
| ----- | ---------------- | --------- | -------- |
|       | Ilona Hlaváčková | Czechy    | 27,06 ER |
|       | Anu Koivisto     | Finlandia | 27,75    |
|       | Janine Pietsch   | Niemcy    | 27,79    |

### 100 m stylem grzbietowym
| Medal | Zawodniczka      | Państwo         | Czas     |
| ----- | ---------------- | --------------- | -------- |
|       | Ilona Hlaváčková | Czechy          | 57,75 ER |
|       | Sarah Price      | Wielka Brytania | 59,46    |
|       | Janine Pietsch   | Niemcy          | 59,79    |

### 200 m stylem grzbietowym
| Medal | Zawodniczka   | Państwo         | Czas    |
| ----- | ------------- | --------------- | ------- |
|       | Sarah Price   | Wielka Brytania | 2:04,59 |
|       | Nicole Hetzer | Niemcy          | 2:06,65 |
|       | Anu Koivisto  | Finlandia       | 2:07,10 |

### 50 m stylem klasycznym
| Medal | Zawodniczka    | Państwo | Czas     |
| ----- | -------------- | ------- | -------- |
|       | Emma Igelström | Szwecja | 30,56 WR |
|       | Janne Schaefer | Niemcy  | 30,92    |
|       | Vera Lischka   | Austria | 31,37    |

### 100 m stylem klasycznym
| Medal | Zawodniczka  | Państwo         | Czas    |
| ----- | ------------ | --------------- | ------- |
|       | Anne Poleska | Niemcy          | 1:07,25 |
|       | Mirna Jukić  | Austria         | 1:07,59 |
|       | Heidi Earp   | Wielka Brytania | 1:08,25 |

### 200 m stylem klasycznym
| Medal | Zawodniczka    | Państwo | Czas       |
| ----- | -------------- | ------- | ---------- |
|       | Anne Poleska   | Niemcy  | 2:21,93 ER |
|       | Mirna Jukić    | Austria | 2:22,26    |
|       | Emma Igelström | Szwecja | 2:23,36    |

### 50 m stylem motylkowym
| Medal | Zawodniczka           | Państwo | Czas  |
| ----- | --------------------- | ------- | ----- |
|       | Therese Alshammar     | Szwecja | 25,73 |
|       | Anna-Karin Kammerling | Szwecja | 25,88 |
|       | Natalia Sutiagina     | Rosja   | 27,25 |

### 100 m stylem motylkowym
| Medal | Zawodniczka           | Państwo  | Czas  |
| ----- | --------------------- | -------- | ----- |
|       | Martina Moravcová     | Słowacja | 57,20 |
|       | Johanna Sjöberg       | Szwecja  | 57,79 |
|       | Anna-Karin Kammerling | Szwecja  | 57,98 |

### 200 m stylem motylkowym
| Złoto | Zawodniczka        | Państwo         | Czas    |
| ----- | ------------------ | --------------- | ------- |
|       | Otylia Jędrzejczak | Polska          | 2:07,95 |
|       | Mette Jacobsen     | Dania           | 2:08,13 |
|       | Georgina Lee       | Wielka Brytania | 2:08,14 |

### 100 m stylem zmiennym
| Medal | Zawodniczka       | Państwo  | Czas    |
| ----- | ----------------- | -------- | ------- |
|       | Martina Moravcová | Słowacja | 1:00,16 |
|       | Alenka Kejžar     | Słowenia | 1:00,90 |
|       | Oksana Werewka    | Rosja    | 1:01,92 |

### 200 m stylem zmiennym
| Medal | Zawodniczka    | Państwo  | Czas    |
| ----- | -------------- | -------- | ------- |
|       | Jana Kłoczkowa | Ukraina  | 2:09,52 |
|       | Nicole Hetzer  | Niemcy   | 2:09,70 |
|       | Alenka Kejžar  | Słowenia | 2:10,82 |

### 400 m stylem zmiennym
| Medal | Zawodniczka    | Państwo  | Czas       |
| ----- | -------------- | -------- | ---------- |
|       | Nicole Hetzer  | Niemcy   | 4:29,46 ER |
|       | Jana Kłoczkowa | Ukraina  | 4:31,31    |
|       | Alenka Kejžar  | Słowenia | 4:33,46    |

### 4×50m stylem dowolnym (sztafeta)
| Medal | Zawodniczka                                                               | Państwo  | Czas    |
| ----- | ------------------------------------------------------------------------- | -------- | ------- |
|       | Cathrine Carlsson Johanna Sjöberg Therese Alshammar Anna-Karin Kammerling | Szwecja  | 1:38,29 |
|       | Suze Valen Hinkelien Schreuder Annabel Kosten Inge de Bruijn              | Holandia | 1:39,02 |
|       | Petra Dallman Ann-Christiane Langmaack Katrin Meissner Janine Pietsch     | Niemcy   | 1:39,60 |

### 4×50m stylem zmiennym (sztafeta)
| Medal | Zawodniczka                                                            | Państwo  | Czas    |
| ----- | ---------------------------------------------------------------------- | -------- | ------- |
|       | Therese Alshammar Emma Igelström Anna-Karin Kammerling Johanna Sjöberg | Szwecja  | 1:48,32 |
|       | Janine Pietsch Janne Schaefer Catherine Friedrich Katrin Meissner      | Niemcy   | 1:49,92 |
|       | Suze Valen Madelon Baans Inge de Bruijn Annabel Kosten                 | Holandia | 1:50,00 |

## Tabela medalowa
| Miejsce | Państwo         | Złoto | Srebro | Brąz | Razem |
| ------- | --------------- | ----- | ------ | ---- | ----- |
| 1.      | Niemcy          | 8     | 8      | 5    | 21    |
| 2.      | Szwecja         | 7     | 4      | 6    | 17    |
| 3.      | Ukraina         | 4     | 4      | 0    | 8     |
| 4.      | Słowenia        | 3     | 2      | 2    | 7     |
| 5.      | Holandia        | 3     | 1      | 1    | 5     |
| 6.      | Słowacja        | 3     | 1      | 0    | 4     |
| 7.      | Wielka Brytania | 2     | 5      | 5    | 12    |
| 8.      | Czechy          | 2     | 1      | 2    | 5     |
| 9.      | Włochy          | 2     | 0      | 1    | 3     |
| 10.     | Austria         | 1     | 2      | 1    | 4     |
| 11.     | Chorwacja       | 1     | 1      | 1    | 3     |
| 12.     | Polska          | 1     | 0      | 0    | 1     |
| –       | Szwajcaria      | 1     | 0      | 0    | 1     |
| 14.     | Finlandia       | 0     | 2      | 2    | 4     |
| 15.     | Francja         | 0     | 1      | 3    | 4     |
| 16.     | Dania           | 0     | 1      | 2    | 3     |
| 17.     | Izrael          | 0     | 1      | 0    | 1     |
| 18.     | Rosja           | 0     | 0      | 4    | 4     |
| 19.     | Litwa           | 0     | 0      | 1    | 1     |
|         | Razem           | 38    | 38     | 39   | 115   |